# 村上吉直
村上 吉直（むらかみ よしなお）は、戦国時代の武将。因島村上氏4代当主。備中守。先代当主村上吉充（3代）の子。子に村上尚吉。

## 記録に残る活動
因島村上氏の活動の数少ない記録「因島村上文書」によると、明応8年（1499年）3月、大内高弘が村上備中守（吉直）に対して大友親治をはじめとする大友氏の軍勢が豊前の大内氏領に進出し近いうちに戦いがおこることを伝え、海上警固についての協力を求める書状が残っている。
また、書状からは両人がこれ以前にもやり取りをしていることが窺える記述がみられ因島村上氏の活動範囲の広さがわかる。